# Церковь Печерской иконы Божией Матери
Це́рковь Пече́рской ико́ны Бо́жией Ма́тери (Печерская церковь) — недействующий православный храм в историческом центре города Серпухова Московской области. Расположена в непосредственной близости от Крестовоздвиженской церкви.

## История
В качестве второго (тёплого) храма Воздвиженского прихода церковь построена в период с 1804 по 1809 год. Возведение церкви велось на средства купца Н. И. Плотникова, принадлежавшего к семье полотняных заводчиков.
Храм закрыт в 1930-х годах. В настоящее время здание принадлежит компании «Серпуховский текстиль», используется в качестве склада.

## Архитектурные особенности
Однокупольное здание выстроено из камня. Церковь в является представителем классицизма, имеет трапезную.